# Буда (Ошешть, Васлуй)
Буда (рум. Buda) — село у повіті Васлуй в Румунії. Входить до складу комуни Ошешть.
Село розташоване на відстані 278 км на північ від Бухареста, 27 км на північний захід від Васлуя, 45 км на південь від Ясс.

## Населення
За даними перепису населення 2002 року у селі проживали 1417 осіб, усі — румуни. Усі жителі села рідною мовою назвали румунську.